# Войковиці-Косьцельне
Войковиці-Косьцельне (пол. Wojkowice Kościelne) — село в Польщі, у гміні Севеж Бендзинського повіту Сілезького воєводства.
Населення — 1325 осіб (2011).

## Демографія
Демографічна структура станом на 31 березня 2011 року:
|          | Загалом | Допрацездатний вік | Працездатний вік | Постпрацездатний вік |
| -------- | ------- | ------------------ | ---------------- | -------------------- |
| Чоловіки | 633     | 107                | 446              | 80                   |
| Жінки    | 692     | 123                | 428              | 141                  |
| Разом    | 1325    | 230                | 874              | 221                  |